# Академия драматического искусства Уэббера Дугласа
Акаде́мия драмати́ческого иску́сства Уэ́ббера Ду́гласа (ранее Школа пения и драматического искусства Уэббера-Дугласа) — лондонская театральная школа, изначально — школа вокала. Являлась одной из ведущих театральных школ Великобритании и предлагала всестороннюю подготовку для тех, кто намеревался строить профессиональную карьеру в исполнительском искусстве.
За свою 100-летнюю историю учебное заведение воспитало многих выдающихся личностей, включая Анджелу Лэнсбери, Джулиана Феллоуза, Хью Бонневилля, Минни Драйвер, Аманду Рут, Джулию Ормонд, Теренса Стэмпа и Натали Дормер.

## История
Школа была основана в Лондоне в 1926 году как Школа пения Уэббера-Дугласа Уолтером Джонстоном Дугласом (младшим сыном Артура Джонстона-Дугласа) и Амхерстом Уэббером. Она возникла на основе вокальной академии, основанной в 1906 году в Париже Яном Решке. К 1932 году школа добавила в учебную программу полный курс театральной подготовки и была переименована в Школу пения и драматического искусства Уэббера-Дугласа. Находилась по адресу: Клэрвилл-стрит, 30, Южный Кенсингтон.
В 2006 году академия объединилась с Центральной школой сценической речи и драмы, которая в 2009 году переименовала свою студию «Эмбасси» в Студию Уэббера-Дугласа.